# 電子鳥人Uバード
『電子鳥人Uバード』（でんしちょうじんユーバード、英語: Birdman and the Galaxy Trio）は、ハンナ・バーベラ・プロダクション製作のテレビアニメ、および同作品に登場するキャラクターである。全21話。
アメリカ合衆国では、1967年9月9日から1969年9月9日までNBCで放送。日本では、1971年8月から同年12月までNETテレビ（現・テレビ朝日）とその系列局で放送されていた。21世紀に入ってからは、2008年9月28日から同年11月8日、および2009年7月12日から同年8月23日までカートゥーン ネットワークで放送されていた。
セルフパロディ作品として、主役の超人「Uバード」（バードマン、Birdman）が弁護士に扮する『Harvey Birdman, Attorney at Law』（直訳すると「ハーベイ・バードマン法律事務所」）があり、2000年から2007年までカートゥーン ネットワークで放送されていた。

## 内容
3話のストーリーで構成された30分番組。そのうちの2話は番組タイトルにもある「Uバード」が活躍する物語で、残る1話は3人組「銀河トリオ」の活躍する物語で構成されている。

## 用語
Uバード
ある秘密諜報員が、僧侶から「翼」を与えられて空飛ぶ超人「Uバード」となり、相棒の「スーパーコンドル」（英語: Avenger）とともに火山の基地から出動し、悪の組織と戦う。
武器は、両手から放たれる電子光線「スーパーパワーZ」。また、腕にビーム状のシールドを発生させ、それを防具とする。エネルギー源は、額にある紋章型の「エネルギーバッチ」から吸収・蓄積した太陽光。夜には昼に蓄積したエネルギーの分しか行動できないという致命的弱点があるため、たびたびピンチに追い込まれている。
後に、危機から救った少年を第2のUバード「リトルUバード」に任命する。
銀河トリオ
男2人・女1人（体をガス状にできるジョー、体を自在に巨大化するガッツマン、重力を操るスウィート）の3人組が宇宙船銀河イレブン（Condor One）で宇宙を冒険するヒーロー物。

## 日本語版

### 吹き替え担当声優
- Uバード：小林修[1]
- ジョー：富山敬
- スウィート：小原乃梨子
- ガッツマン：関敬六[2]

### 主題歌
オープニングテーマ「電子鳥人Uバード」
作詞 - 水野礼子 / 作曲・編曲 - 橋場清 / 歌 - フォーリーブス
エンディングテーマ「銀河トリオのうた」
作詞 - 島村葉二 / 作曲・編曲 - 橋場清 / 歌 - フォーリーブス
日本での初放送当時、諸般の事情により主題歌の音源（≒レコード）化は実現されなかったものの、1994年9月28日に東芝EMI（現：ユニバーサル ミュージック ジャパン）より発売された2枚組オムニバスCD「ハンナ・バーベラ日本語版主題歌集」に『電子鳥人Uバード』、および『銀河トリオのうた』がそれぞれ収録され事実上、23年の歳月を経てようやく音源化された。
カートゥーン ネットワークでの放送時には、オープニングとエンディングの映像がオリジナルのものに差し替えられている。歌の変更は無し。